# Kinel'
Kinel' è una città della Russia europea sudorientale (oblast' di Samara).
Sorge nella parte centrale della oblast', sulle sponde del fiume Bol'šoj Kinel', 41 chilometri a est di Samara. Il suo distretto urbano comprende anche gli insediamenti di tipo urbano di Ust'-Kinel'skij e Alekseevka.